# Orfism (religie)

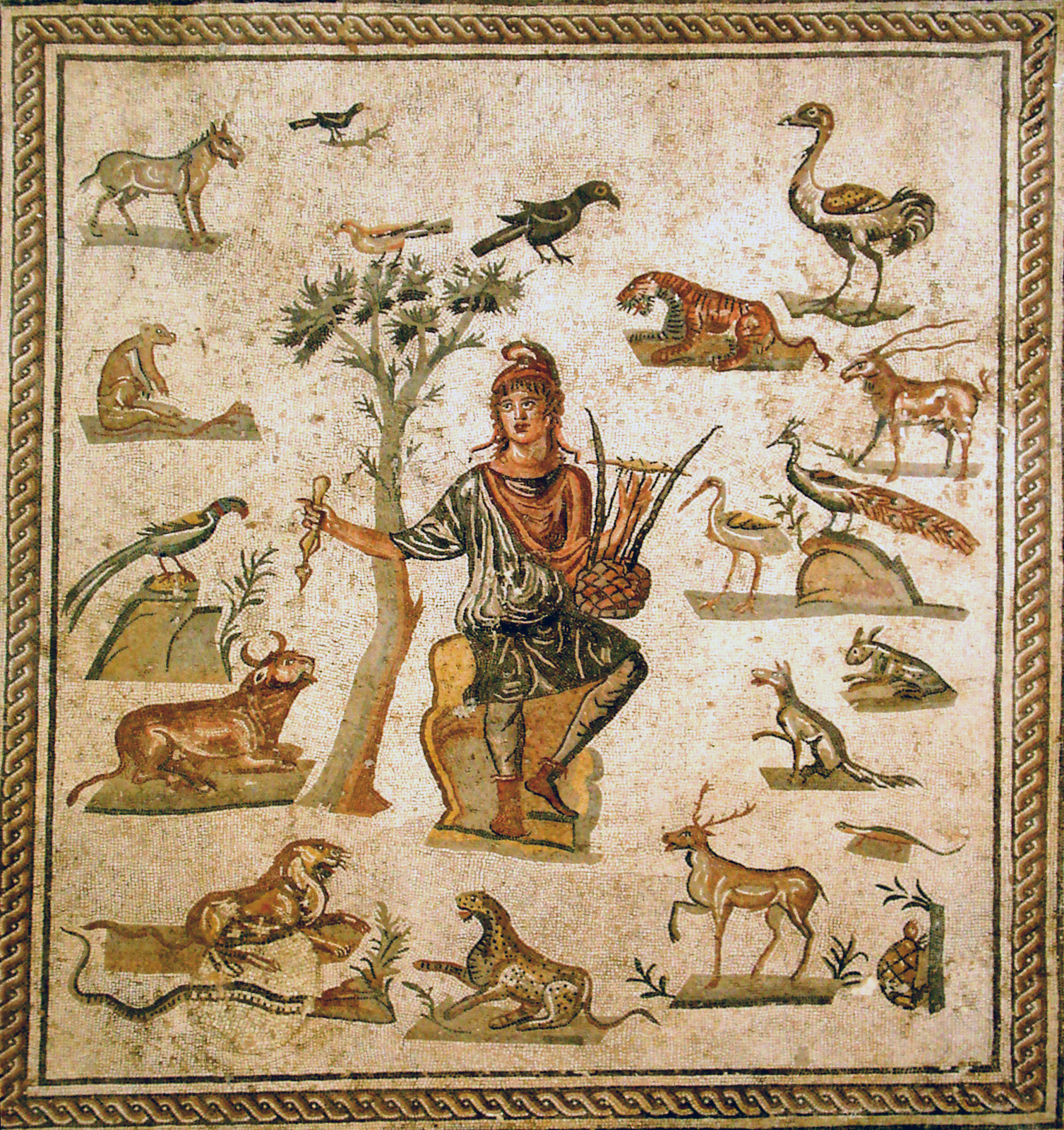
Mozaicuri cu teme orfice se găsesc în multe vile romane din epoca târzie

Orfismul este o doctrină secretă provenită din Tracia care s-a răspândit probabil în Grecia secolului al V-lea î.Hr., ai cărei adepți se considerau urmașii lui Orfeu.

## Orfismul tracic

### Originile
Izvoarele antice afirmă în mod repetat originea tracică a lui Orfeu. Istoricul Arrian pomenește în opera sa Bithynica din sec. II î.Hr. o nimfă numită Tracia, după care s-ar fi denumit țara cunoscută inițial sub numele de Pèrke. Rădăcina indogermanică "per-/pir/per(k)" semnifică "stânca", "piscul" sau "piatra", ceea ce denotă cultul tracic al unei divinități a munților, identificată de greci cu frigiana Cybele. Fiul acesteia s-a numit Pèrkos sau Peiros și a fost venerat chiar și în epoca Imperiului Roman sub forma de "Heros equitans", un războinic călare, reprezentat uneori pe pietrele funerare romane din Tracia.
Cultul zeiței-mamă Pèrke/Tracia, celebrat în peșteri, cunoștea formele extatice ale cultului Cybelei, fiind la rândul său o celebrare a fertilității. Acest cult a influențat probabil atât serbările dionisiace cât și ritualurile de sacrificiu ale orfismului. Tot din Tracia provine, se pare, și latura "apollinică" a cultului, inițiată de venerarea unei zeițe solare, căreia nu i se închinau sacrifcii sau sărbători tumultoase. Numele acesteia era în transpunerea greacă Hepta sau Hipta, semnificând a șaptea treaptă a teogoniei și, în același timp, a inițierii orfice. Fiul acestei zeițe era cunoscut din Creta până în Tracia sub numele de Zagreus, care era identificat cu Ares, Axiokersos, Orfeu, Rhesus și Zalmoxis. În teogonia orfică, acest zeu devine Dionysos Zagreus, sacrificat în ceremonii în ipostaza unui taur. Acest sacrificiu era celebrat ca hierogamie pe treapta a șaptea a creării universului.
Numele Sabazios, atribuit de greci lui Dionis sau lui Zeus, este probabil de origine frigiană, deoarece în Frigia apare teonimul Sabas pentru prima oară, ca graffito pe stânci. La traci a existat însă un zeu al soarelui, numit de Sofocle în acest fel și identificat cu Apollo. Aceast caracter heteroclit a lui Dionysos Zagreus, rezultat dintr-o îmbinare a calităților lui Helios și Chtonos-Dionis, e important pentru înțelegerea orfismului și a misterelor eleusine. Ca în cadrul acestora, adeptul lui Sabazios își află izbăvirea la traci în mod individual, prin ritualuri inițiatice. Diferită de doctrina metempsihozei la orfici e credința tracilor într-o înviere reală prin Sabazios, implicând atât nemurirea sufletului cât și cea a trupului.
Din legătura lui Sabazios cu Zeița Mamă se naște primul preot al cultului trac, identificat cu regele trac Rhesus, cu Orfeu și cu Zalmoxis, numit și "Orfeul nordic" sau, după interpretarea autorilor antici, "Cel care se află pe culme".
La Herodot, Zeița Mamă a tracilor e identificată cu Artemis, Zagreus cu Dionis și fiul celor doi, zeu al cailor la traci, cu Ares. Zeul Ares fusese trac și în accepția lui Homer, care în Iliada îl implicase pe zeul războiului în luptă sub chipul căpeteniei trace Akamas..

### Teogonie și eshatologie
Ritualurile orfice constau inițial în comemorarea teo- și cosmogoniei trace, reprezentată prin treptele inițierii. Numele grecești se datorează izvoarelor.
Primele patru trepte, tetrada, semnifică și cele patru ipostaze ale Zeiței Mamă în conformitate cu elementele pământ, aer, apă, foc: 
1. Înainte de venirea Zeiței Mame, adică înaintea existenței cosmosului, domnea liniștea.
2. Zagreus ia ființă prin partenogeneză.
3. Perioada cât Zeița Mamă îl poartă pe Zagreus.
4. Nașterea lui Zagreus.
Această tetradă inițială e urmată de o triadă:
5. Strălucirea fiului-soare, aflat în zenit, corespunzând creârii axei soare-foc (pentada).
6. Mișcarea fiului între emisfera de sus și cea de jos, prin care e delimitat universul și spațiul sacru (hexada).
7. Unirea fiului cu mama într-o nuntă sfântă, hierogamia (heptada), semnificând actul creației. De aici provine denumirea Heptis dată zeiței. Această hierogamie de origine tracă a influențat și ritualul similar al misterelor din Eleusis. Celebrarea se făcea prin sfâșierea unui taur, al cărui sânge trebuia să curgă pe un altar sau chiar pe țărâna simbolizând poala Zeiței Mame. Conform sacrificiului, culoarea atribuită atunci zeului era cea roșie, a sângelui și a vinului. După înviere, Zagreus devenea zeul celest Sabazios, caracterizat de culoarea albă.
Următoarele două trepte sunt:
8. Nașterea unui fiu sacerdot și rege pe o a opta treaptă (octada).
9. Învestirea acestuia cu oficiul sacral suprem și puterea lumească se face prin Zeița Mamă, în eneadă. Această treaptă e reprezentată uneori în artele plastice.
După aceste module de patru, trei și două trepte mai lipsește o singură treaptă pentru a împlini decada:
10. Fiul-sacerdot se stinge din viață și devine nemuritor în lumea de apoi. Autorii greci îl văd pe această ultimă treaptă pe Orfeu, Zalmoxis sau Rhesus.
Acestui ciclu i se adăuga o a doua decadă, în care avea loc unirea fiului-sacerdot cu Zeița-Mamă. Ritualurile ei, rezervate oligarhiei, au rămas necunoscute. Se pare că inițierea care urma avea loc odată cu învestirea unui rege. Unele formule de învestire sunt cunoscute din inscripții, care pomenesc pe un Kotes, fiu și slujitor al lui Helios-Apollo și al Mamei Munților, Oreas.
O reprezentare a întregii decade cosmice s-a păstrat în mormântul de la Sveštari în nordvestul Bulgariei de azi, în incinta cetății getice Daosdava (Orașul Lupilor).

## Orfismul grec

### Izvoarele falsificate
Orfismul grec are la bază mai ales texte anonime, care pretind a fi anterioare operei lui Homer.
Poetul Onomacrit, care a trăit conform lui Herodot în perioada pisistratizilor (ca. 607 - 510 î. Hr.), e probabil principalul falsificator al textelor mistice ale sectei, pe care le-a atribuit lui Orfeu și discipolului acestuia, Musaios (xrhsmoi și teletai). Alte așa-zise "Scrieri ale lui Orfeu" sunt: triagmoi (atribuite lui Ion), ieroi logoi (ale tesalianului Teognet și pitagoricului Chercops), sothria (de Timokles sau de Persinos), krathres (Zopyros), tronismoi mhtrooi kai Bakxika (de Nichias Eleatul), eis Aidoy katabasis (de Herodicos din Perint), peplos kai diktyon (de Zopyros sau de Brontinos), pysika și un imn pitagoreic despre coborârea în infern (Brontinos). Diversele teogonii orfice au putut fi datate înaintea anului 500 î.Hr., doar o katabasis dedicată lui Heracles ar putea fi de dată mai veche și este atribuită unui poet influențat de orfism, adept al misterelor eleusine. Datarea acestor izvoare relevă faptul că Pitagora nu a putut fi influențat în timpul vieții de scrieri orfice, apropierea dintre pitagoreism și orfism s-a produs așadar mai târziu. Imnurile pitagoreic-orfice sunt probabil de origine elenistico-egipteană.

### Răspândirea
Orfismul tracic a avut un loc principal de cult pe insula Samothràce încă din secolul VIII î.Hr., dinaintea răspândirii culturii elene. Celebrarea acestui cult tracic nu este dovedită numai de către izvoarele grecești, ci și de ruinele unui templu datând din secolul IV î.Hr., un loc de cult al aristocrației trace care-și reclama originea din preotul legendar Dardanus. Magna Mater a tetradei din Samothràce se numea Axiokersa, fiul ei Axieros și nepotul/fiul Axiokersos. Pe lângă aceste zeități mai era venerat și Kadmillos/Kasmillos, un zeu falic asociat ulterior lui Hermes. Probabil din acest cult s-a dezvoltat orfismul grec.
Venerarea lui Dionysos Zagreus a devenit sub stăpânirea tiranului Pisistratus (ca. 607 - 528 î.Hr.) principalul cult al populației rurale din Attica. În onoarea zeului erau sărbătorite pe atunci, pe lângă serbările tradițional dionisiace, și Marile Dionisii, inițiate de Pisistratus. Festivitățile aveau un rol inițiatic asemănător celui al misterelor de la Eleusis, cu care erau dealtfel înrudite atât formal cât și prin concepțiile eshatologice. De multe ori, cercetătorilor le este greu să facă o distincție clară între ritualurile orfice și misterele dionisiace. Astfel, orficul este condus în lumea de apoi de bacchoi (entuziaști) și mistagogi. Chiar imnurile eleusine aduse zeiței Demetra, datate în a doua jumătate  a secolului V î.Hr. (terminus post quem), erau atribuite lui Orfeu. Cultul se pare că nu era unitar în Grecia, ci varia geografic, în funcție de diversele influențe ale tracilor, fenicienilor ori frigienilor. Influența egipteană asupra metempsihozei orfice, presupusă de Herodot, nu a putut fi dovedită.
Orfismul a avut probabil și după alungarea tiranilor Hippias și Hiparh mulți adepți, atât în rândurile grecilor cât și, ulterior, la romani. Fiind un cult esoteric, nu i se cunosc însă nici ceremoniile de mai târziu, care constau probabil în repetarea sacrificării zeului Dionysos Zagreus, nici gradul de rǎspândire. Datorită falsurilor și a similarităților cu misterele dionisiace există și studii care contestă existența orfismului ca fenomen semnificant în istoria religiei elene. Primul care a susținut o asemenea teorie, arătându-se pe bună dreptate sceptic față de rezultatele cercetărilor strict filologice ale imnurilor orfice, a fost Wilamowitz-Moellendorff, în 1931. Descoperirile arheologice făcute ulterior par însă a confirma larga răspândire a orfismului.
Astfel, descoperirea la Olbia (azi Bug în Ucraina) a unor tăblițe de os dovedește existența cultului pe țărmurile Mării Negre. În 1962 a fost găsit într-un mormânt din satul Derveni din provincia Macedonia, în nordvestul Greciei, un papirus de la sfârșitul secolului IV î.Hr. care conține fragmentar diverse comentarii ale unui scriitor din cercul lui Anaxagoras, printre altele și unul la "Teogonia rapsodică", datată în secolul V î.Hr.. Papirusul aparținea probabil unui ofițer macedonian care a ținut a fi, după ritul grecesc, incinerat după moarte. Acest izvor deosebit de important pentru întreaga cultură elenă, păstrat acum în Muzeul arheologic din Salonic, fusese deci parțial ars și rămâne încă subiectul multor cercetări și controverse. El dovedește larga răspândire a orfismului în lumea greacă și vechimea lui considerabilă. Comentariile la "Teogonie" recunosc caracterul ermetic al textelor orfice și subliniază că riturile nu pot fi înțelese decât individual, prin inițiere (coloanele VI și XX). Aceste interpretări se dovedesc a fi influențate de filozofia platonică, ele sunt probabil o reacție la critica raționalistă care îi era adusă orfismului în acea perioadă. În Italia de sud, Tesalia și în multe alte regiuni din Europa de sud au fost găsite, tot în context sepulcral, lamele de aur cu inscripții esoterice, destinate vieții de apoi, care au fost atribuite orficilor.
Se presupune cǎ orfismul a exercitat și mai târziu, în imperiul roman, o anumitǎ atracție asupra maselor, asemǎnǎtoare cu cea a altor culte orientale de facturǎ misticǎ despre care se știe mai mult, de exemplu a mitraismului. Elementele orgiastice ale serbărilor dionisiace au fost preluate de bacanalele romane. Din această cauză și datorită caracterului inițiatic, orfismul a fost interzis împreună cu toate cultele orientale și cu misterele din Eleusis în anul 382 d. Hr. de către împăratul roman Teodosiu I.
În filosofie, orfismul a influențat Școala pitagoreică și pe Platon, acesta din urmă acordând sufletului ca instanțǎ eticǎ un loc central în gândirea sa. Platon preia însă foarte selectiv elemente orfice în dialogurile sale, considerând bunăoară viziunile mistagogilor de orice gen drept primitive datorită caracterului lor aparent pragmatic.

### Teogonie și eshatologie
Religia orficilor preia în mare parte temele cosmogonice ale mitologiei grecești, dar consideră, spre deosebire de aceasta, trupul drept o "temniță" a sufletului. Orfismul se bazează pe credința în metempsihoză și în mântuire. Remarcabil e semnul de egalitate pus între zeul suprem, Zeus, și fiul lui, Dionysos.
După așa-numita "Teogonie rapsodică" a orficilor, Cronos (Timpul) a creat din Haos și Eter Oul Cosmic. Din acesta a ieșit puterea vitală, întruchipată de hermafroditul Phanes (numit și Protogonos sau Ericapaios), care a născut-o pe Nyx (Noaptea), cu care i-a creat apoi pe Gaia, Uranus și pe Cronos (Titanul). Zeus, unul din fiii lui Cronos, l-a îngițit pe Phanes și a dobândit în acest fel puterea asupra întregii lumi. Phanes întrunea în propria ființă atât prinicipiul masculin Dionysos, care însuflețea universul, cât și principiul feminin Metis, întruchiparea cunoașterii și a luminii. Cu fiica sa Persefona-Demetra, care e la orfici o ipostază a zeiței Rhea, Zeus l-a zămislit pe Dionysos Zagreus, care a fost menit a fi stăpânul lumii. Această stăpânire era însă râvnită și de titani, care, instigați de Hera, l-au ademenit pe tânărul Dionysos cu jucării și cu merele Hesperidelor, l-au sfâșiat și l-au mâncat. Doar inima lui a fost recuperată de Atena și adusă lui Zeus, care l-a putut crea astfel cu Semele pe al treilea Dionysos, numit Lyseus, zeul vinului și al orgiilor. Pe titani s-a răzbunat nimicindu-i cu trăsnetul lui. Cenușa lor a ajuns în sufletul oamenilor, asupra cărora apasă deci un păcat originar. În același timp, oamenii poartă în ei urmele lui Dionysos Zagreus. Sufletul omului e închis în trup ca într-un mormânt (σῶμα - σῆμα) și e sortit să treacă după moarte în corpul altor viețuitoare. Pentru a fi izbăvit prin Dionysos Lyseus și Persefona, adică pentru a scăpa de lanțul reîncarnărilor, adeptul doctrinei trebuie să ducă o viață ascetică. Papirusul de la Derveni îl interpretează atât pe Lyseus cât și pe Zagreus ca ipostază a zeului suprem, conform teogoniei tracice. De fapt, Zeus este pentru orfici singurul principiu divin. Iubirea, reprezentată de Afrodita, asigură coeziunea universului și este precum Persuasiunea (Peitho) și Armonia (Harmonia) de fapt identică cu Zeus.
Pe lângă această "Teogonie", reconstruită în mare parte cu ajutorul resturilor papirusului de la Derveni, există și alte izvoare referitoare la cult sau la principiile etice și filosofice ale orficilor. În orășelul calabrez Vibo Valentia, numit Hipponion în antichitate, au fost găsite cele mai vechi lamele de aur cu texte orfice, datate aproximativ în anul 400 î.Hr.. Ele conțin o descriere a lumii de apoi și enumeră normele de conduită a sectanților, confirmate de majoritatea izvoarelor. Lângă "casa" lui Hades se află, conform acestui text, un izvor umbrit la dreapta de un chiparos alb, la care se răcoresc umbrele morților. Orficul nu are voie să se apropie de acest izvor, ci este nevoit să aștepte în coborârea lui până va ajunge la "Lacul amintirilor". Pentru a îndupleca pe paznicii acestui lac să îi permită să bea din apa aceasta miraculoasă, adeptul trebuie să folosească formula: "Sunt un fiu al pământului și al cerului înstelat; sunt însă sfârșit de sete și am să pier; dați-mi de aceea degrabă apă rece, din cea care curge din Lacul amintirilor". Asemenea instrucțiuni practice pentru viața de apoi se găsesc și la pitagoreici. În finalul "Republicii", Platon interpretează conform credințelor mai vechi această credință orfică: nu pentru a-și aminti, ci tocmai pentru a uita bea sufletul din așa-numitul "Râu al nepăsării" (Lethe). El trebuie totuși să aibă o anumită măsură, căci bând prea mult ar uita totul și ar fi lipsit de izbăvire (621b).